# Phil Hartman
Philip Edward Hartmann, mais conhecido como Phil Hartman (Brantford, 24 de setembro de 1948 – 
Encino, 28 de maio de 1998), foi um ator, comediante, dublador, artista gráfico e roteirista canadense. 
Nascido no Canadá, a família se mudou para os Estados Unidos em 1958. Depois de se formar na Universidade do Estado da Califórnia em Northridge em design gráfico, Phil fez capas de discos para bandas como Poco e America. Ele entrou para um grupo de comédia, chamado The Groundlings, em 1975, onde ajudou o comediante Paul Reubens a desenvolver seu famoso personagem Pee-wee Herman. Phil também co-roteirizou o filme Pee-wee's Big Adventure e fez várias participações no programa de Reuben, Pee-wee's Playhouse.
Em 1986, Phil entrou para a equipe do Saturday Night Live (SNL). Ficou conhecido por suas imitações, especialmente a do ex-presidente Bill Clinton, e permaneceu no programa por oito temporadas. Chamado de The Glue – a cola – por seus colegas, ele era capaz de sustentar o programa, orientar e ajudar os colegas quando algum problema acontecia com as improvisações em palco. Phil ganhou o Emmy em 1989 por seu trabalho no SNL. 
Em 1995, depois de rascunhar alguns programas de variedades que queria estrelar, ele entrou para o programa da NBC, NewsRadio, como Bill McNeal. Foi o dublador de vários personagens no seriado The Simpsons, em especial Lionel Hutz e Troy McClure. Fez vários papéis em filmes como Houseguest, Sgt. Bilko, Jingle All the Way, Small Soldiers, além da dublagem para o inglês de Majo no Takkyūbin.
Phil era divorciado duas vezes antes de se casar com a modelo e aspirante a atriz Brynn Omdahl, em 1987, com quem teve um casal de filhos. O casamento, entretanto, vivia em crise devido ao uso de álcool e drogas da parte de Brynn e a ausência constante de Phil em casa devido às suas gravações. Brynn se ressentia do sucesso do marido na televisão, enquanto sua carreira definhava. Phil chegou a pensar em abandonar a carreira para poder ficar em casa com a família e ajudar a esposa que entrava e saía da reabilitação.
No dia 27 de maio de 1998, Brynn e Phil tiveram uma briga feia quando ela voltou para casa. Vendo que Brynn estava alterada, ele ameaçou largá-la caso a visse usando drogas novamente. No dia 28, nas primeiras horas da manhã, Brynn deu ao menos dois tiros na cabeça do marido e dois no corpo enquanto ele dormia na mansão do casal em Encino, Los Angeles. Depois Brynn se trancou no quarto, pouco depois da chegada da polícia e atirou na cabeça.[carece de fontes?]
Postumamente, ele foi inserido na Calçada da Fama do Canadá em 2012 e em 2014 no de Hollywood.

## Biografia

### Primeiros anos
Phil nasceu em 24 de setembro de 1948 em Brantford, província de Ontário, no Canadá. Era o quarto entre os oito filhos de Doris Marguerite e Rupert Loebig Hartmann, vendedor de materiais de construção. Seus pais eram católicos e criaram os filhos na mesma fé. Em uma entrevista, Phil admitiu não ter recebido muito amor e atenção da família quando era criança e assim partiu para buscar em outros lugares.

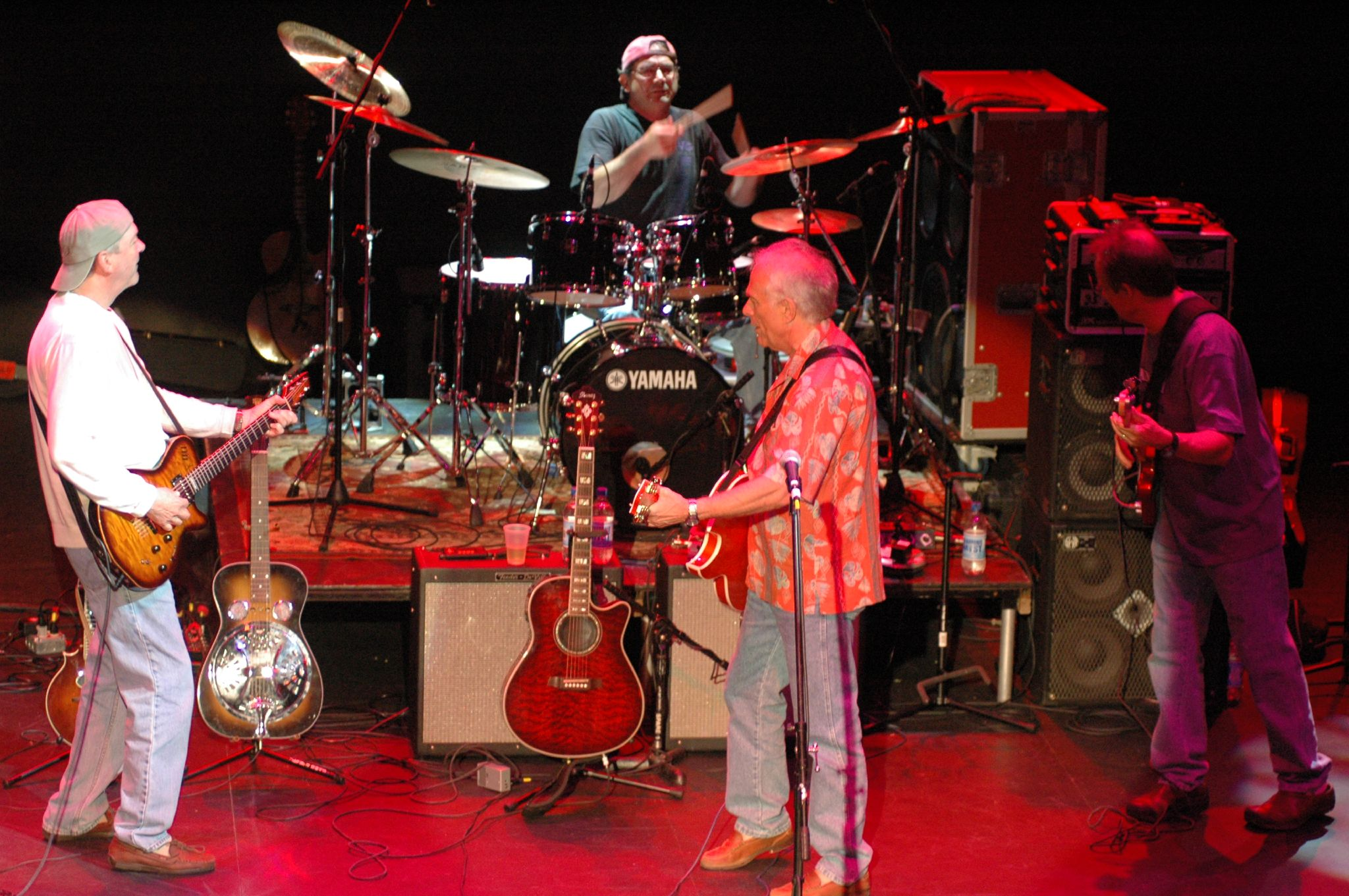
Phil Hartman fez várias capas para álbuns de bandas como a Poco.

Quando Phil tinha dez anos, a família se mudou para os Estados Unidos. Eles moraram primeiro em Lewiston, no Maine; depois em Meriden, em Connecticut; e por fim na Costa Oeste, onde se estabeleceram em Los Angeles. Phil estudou na Westchester High School, onde frequentemente atuava como palhaço. Depois de se formar no ensino médio, ele foi para a Santa Monica City College, estudar arte, largando o curso em 1969 para ser roadie de uma banda de rock.
Phil voltou para a faculdade em 1972, desta vez para cursar design gráfico na Universidade do Estado da Califórnia em Northridge. Abriu seu próprio negócio de design, criando cerca de 40 capas de álbuns para bandas como a Poco e a America, além de trabalhar com publicidade para a Crosby, Stills & Nash.
No final dos anos 1970, Phil fez sua estreia na televisão, em um episódio de The Dating Game.

## Filmografia
| Ano       | Título                           | Papel                                         |
| --------- | -------------------------------- | --------------------------------------------- |
| 1998      | Majo no Takkyūbin                | Jiji                                          |
| 1998      | Buster & Chauncey's Silent Night | Vozes adicionais                              |
| 1998      | Small Soldiers                   | Phil Fimple                                   |
| 1997      | The Second Civil War             | O Presidente                                  |
| 1996      | Jingle All the Way               | Ted Maltin                                    |
| 1996      | Sgt. Bilko                       | Major Colin Thorn                             |
| 1995      | Stuart Saves His Family          | Narrador                                      |
| 1995      | The Crazysitter                  | Vendedor                                      |
| 1995      | Houseguest                       | Gary Jovem                                    |
| 1994      | The Pagemaster                   | Tom Morgan                                    |
| 1994      | Greedy                           | Frank                                         |
| 1993      | So I Married an Axe Murderer     | John 'Vicky' Johnson                          |
| 1993      | Coneheads                        | Marlax                                        |
| 1993      | CB4                              | Virgil Robinson                               |
| 1993      | Loaded Weapon 1                  | Oficial Davis                                 |
| 1991-1998 | The Simpsons                     | Lionel Hutz, Troy McClure, Vários personagens |
| 1990      | Quick Change                     | Hal Edison                                    |
| 1989      | How I Got Into College           | Bennedict                                     |
| 1989      | Fletch Lives                     | Bly Manager                                   |
| 1987      | Amazon Women on the Moon         | Apresentador de beisebol                      |
| 1987      | The Brave Little Toaster         | Ar condicionado                               |
| 1987      | Blind Date                       | Ted Davis                                     |
| 1986      | Three Amigos                     | Sam                                           |
| 1986      | Jumpin' Jack Flash               | Fred                                          |
| 1986      | Last Resort                      | Jean-Michel                                   |
| 1985      | Pee-wee's Big Adventure          | Repórter                                      |
| 1984      | Weekend Pass                     | Joe Chicago                                   |
| 1982      | Pandemonium                      | Repórter                                      |
| 1980      | Cheech & Chong's Next Movie      | Ator no filme que está sendo filmado          |
| 1980      | The Gong Show Movie              | Homem armado no aeroporto                     |